# Anna Dlasková
Anna Dlasková (Mladá Boleslav, 6 ottobre 1995) è una calciatrice ceca, difensore dello Sparta Praga e della nazionale ceca.

## Carriera

### Club
Nata a Mladá Boleslav, capoluogo dell'omonimo distretto della Boemia Centrale, nel 1995, è cresciuta nei settori giovanili dello Sparta Praga, club al quale rimane legata per tutti gli anni seguenti di attività.
Aggregata alla prima squadra dalla stagione 2013-2014, Dlasková fa il suo debutto in I. liga žen, massimo livello del campionato ceco di categoria, condividendo nelle stagioni seguenti la lotta con la rivale cittadina dello Slavia Praga. Grazie ai risultati acquisiti con la sua squadra ha anche l'opportunità di disputare la UEFA Women's Champions League, rimanendo a disposizione dall'edizione 2013-2014 ma debuttandovi solo in quella edizione 2020-2021 nella doppia sfida dei sedicesimi di finale con le scozzesi dello Glasgow City e dove va a segno nella vittoria per 2-1 all'andata, venendo poi eliminata agli ottavi dalle francesi del Paris Saint-Germain. Nel frattempo colleziona la sua prima Coppa, nella stagione 2016-2017, il double e il suo primo titolo di Campione della Repubblica Ceca al termine del campionato 2017-2018, dove il suo club torna alla vittoria dopo quattro stagioni di predominio dello Slavia, ripetendosi la stagione seguente.

### Nazionale
Dlasková inizia ad essere convocata dalla Federcalcio ceca dal 2009, vestendo inizialmente la maglia della formazione Under-17, selezione con la quale vi ha debuttato appena quattordicenne  in una doppia amichevole con la Polonia nell'agosto di quell'anno. Per i suoi primi tornei ufficiali deve attendere le qualificazioni all'Europeo 2011 di categoria, ed essendo rimasta in quota disputando le successive qualificazioni alle edizioni 2012, dove sigla la sua prima rete con la maglia della nazionale nella vittoria per 6-0 sulle pari età dell'Estonia, e 2013, senza mai riuscire ad accedere alla fase finale, maturando complessivamente 19 presenze con 3 reti all'attivo.
Sempre del 2012 è la sua prima convocazione con l'Under-19, con la quale dopo averne valutato lo stato di forma in amichevole, il tecnico federale Martin Svoboda la inserisce in rosa per le qualificazioni all'Europeo del Galles 2013, nuovamente senza riuscire ad accedere alla fase finale così come nelle successive qualificazioni all'Europeo di Norvegia 2014; il vittorioso incontro per 4-1 sull'Ucraina, ininfluente per l'eventuale passaggio del turno, del 10 aprile 2014 è l'ultimo nel cui Dlasková veste la maglia dell'U-19, che collezione 16 presenze complessive senza mai andare a rete.
Nel frattempo arriva anche la convocazione nella nazionale maggiore, chiamata dal commissario tecnico Stanislav Krejčík in occasione dell'amichevole del 22 giugno 2013 giocata a Trzebnica e persa con le padrone di casa della Polonia con il risultato di 4-0, entrando a 4 minuti dalla fine al posto di Agnieszka Niňczo. Per tornare ad indossare la maglia della nazionale deve attendere oltre due anni, quando Krejčík la inserisce in rosa per l'edizione 2016 della Cyprus Cup, dove scende in campo in tutti i tre gli incontri compreso la finale per il terzo posto persa 3-1 con l'Italia, e continua a chiamarla nel corso delle qualificazioni all'Europeo dei Paesi Bassi 2017. Con l'arrivo del nuovo ct Karel Rada, benché convocata con costanza Dlasková inizialmente fatica a ritrovare un posto da titolare in tornei UEFA. Marca 3 presenze alla Cyprus Cup 2017, con la sua squadra che ottiene solamente il 12º e ultimo posto, collezionando poi tra quell'anno e il successivo solo amichevoli e una presenza alla Cyprus Cup 2018, 7º posto il risultato ottenuto dalla Repubblica Ceca in quell'occasione. Rada inizia a concederle maggior fiducia da fine 2020, chiamandola per l'incontro di qualificazioni all'Europeo di Inghilterra 2022 vinto 3-0 con l'Azerbaigian, per poi convocarla con regolarità alle qualificazioni, nel gruppo C della zona UEFA, al Mondiale di Australia e Nuova Zelanda 2023 e chiamandola in occasione della SheBelieves Cup 2022 dove scende in campo in tutti i tre incontri del torneo.

## Palmarès

### Club
- Campionato ceco: 3

Sparta Praga: 2017-2018, 2018-2019, 2020-2021
- Coppa della Repubblica Ceca femminile: 3

Sparta Praga: 2016-2017, 2017-2018, 2018-2019